# Kanton Hazebroek
Kanton Hazebroek (Frans: Canton d'Hazebrouck) is een kanton van het arrondissement Duinkerke in het Franse Noorderdepartement. Het kanton is in 2015 gevormd uit gemeenten van vier kantons die toen werden opgeheven. Van het kanton Hazebroek-Noord werden 6 gemeenten opgenomen, van kanton Hazebroek-Zuid 5 gemeenten en van het kanton Meregem 5 gemeenten.

## Gemeenten
Het kanton Hazebroek omvat de volgende gemeenten:
- Blaringem (Blaringhem)
- Boezegem (Boëseghem)
- Ebblingem (Ebblinghem)
- La Gorgue
- Haverskerke (Haverskerque)
- Hazebroek (Hazebrouck) (hoofdplaats)
- Linde (Lynde)
- Meregem (Merville)
- Moerbeke (Morbecque)
- Nieuw-Berkijn (Neuf-Berquin)
- Ruisscheure (Renescure)
- Steenbeke (Steenbecque)
- Stegers (Estaires)
- Tienen (Thiennes)
- Waalskappel (Wallon-Cappel)
- Zerkel (Sercus)